# Аркебуза

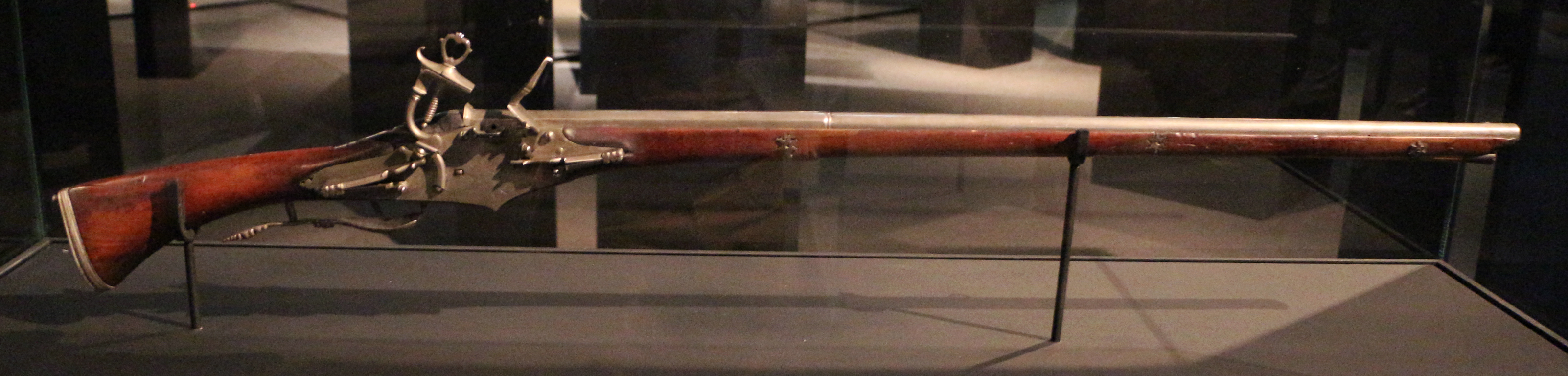
Аркебуза

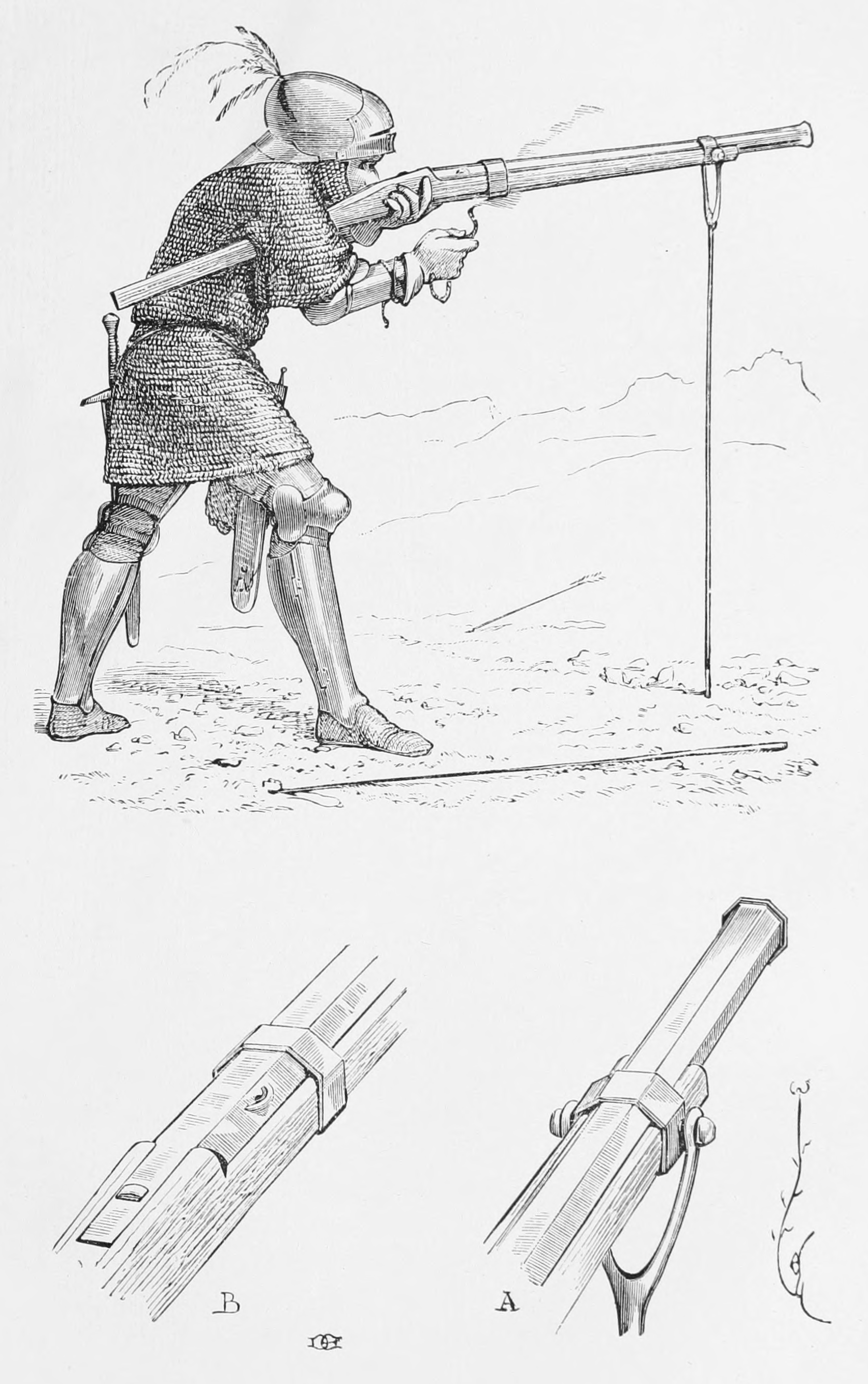
Стрільба з аркебузи без замка. Малюнок, 1876

Аркебу́за, аркебу́з, гаркебу́з (від фр. arquebuse) — ручна вогнепальна зброя. За конструкцією — довга ґнотова дульнозарядна рушниця. З'явилася в XV столітті. Широко використовувалась у Європі в XVI—XVII сторіччях. В цей же час набула поширення в Україні в шляхетському середовищі та серед козаків, з часом її виготовлення було освоєне місцевими ремісниками. Довжина ствола у різних модифікаціях — від 1,2 до 2,4 м, калібр — 12,5—18,5 міліметрів, дальність польоту кулі — до 250 м. Перші аркебузи використовували для запалювання ґніт, який відтак замінив ґнотовий, а пізніше — колісцевий замок. Озброєні аркебузами солдати називалися аркебузирами.

## Назва
Слово аркебуза походить від фр. arquebuse і далі від нім. Hakenbüchse («гаківниця»); зміна у вимові пояснюється впливом на французькому ґрунті слова arc («лук»). У Словнику Брокгауза і Єфрона arquebuse теж пов'язується з нім. Handbüchse, Hakenbüchse (нід. haakbus). У джерелах часів СРСР назву пояснювали як вторинну від найменування «аркебуз»: так ніби називався балістер — арбалет, що стріляв свинцевими кулями (від французьких слів arc — «лук» і buse — «трубка»). У словнику «Знаки української етнокультури» В. В. Жайворонка для терміна «аркебуз» наводиться також синонім «пів-гаківниця».
Примочки для лікування вогнепальних ран у кінці XIX ст. називалися «аркебузадами» (від фр. arquebusade — «рушнична стрільба»).

## Історія застосування

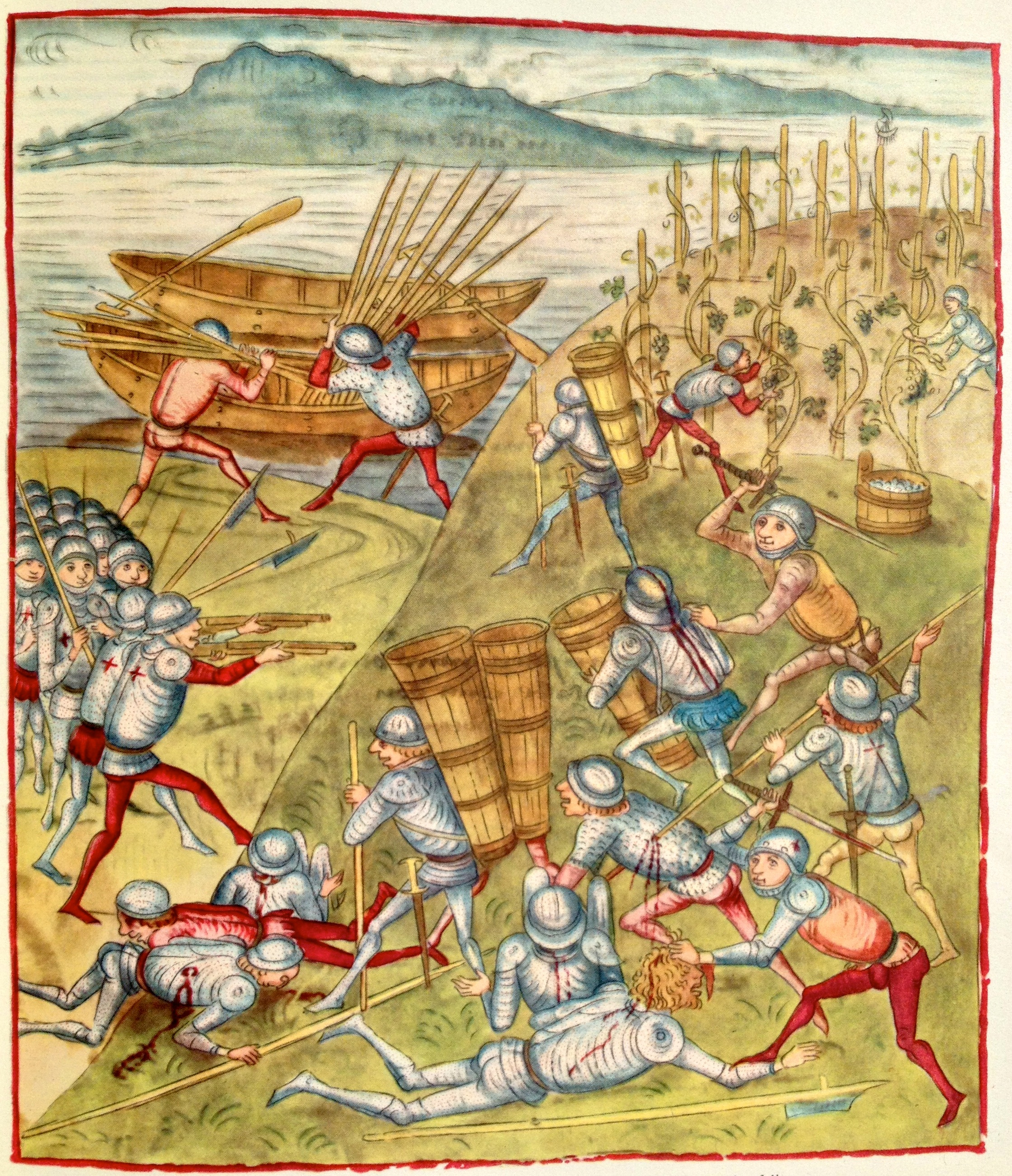
Битва біля Ерленбаха 13 жовтня 1444 г. Ілюстрація з «Бернської хроніки» Діболда Шиллінга Старшого (1470)

Перші аркебузи з'явилися в Європі близько 1410 року, в Османській імперії — ближче до 1425 року. Первісно так називалися ручні гарматки (кулеврини, ручниці), споряджені знизу гаком або вухом для кріплення на фортечних стінах. Найраніші варіанти не мали замка, згодом з'являється ґнотовий замок типу «серпентин», але час його появи є дискусійним. Згадки про використовування «тюф'яків» (тур. tüfek) османськими яничарами датуються періодом 1394—1465 рр., але неясне, чи були то аркебузи або маленькі гармати (на думку Габора Агостона, окремі згадки тюф'яків і гармат в інвентарних описах середини XV можуть вказувати на те, що вони були ручною вогнепальною зброєю). Годфрі Гудвін датує перший випадок застосування аркебузи яничарами періодом після 1465 року. У Європі близько 1470 р. аркебуза отримує приклад (можливо, зразком йому послугував приклад арбалета), поява ґнотового замка з полицею датується ближче до 1475 р. Замкова аркебуза стала першою вогнепальною зброєю зі спусковим гачком, а також вона вважається першою вогнепальною зброєю з прикладом.
Уперше аркебузи були застосовані в значній кількості за правління Матвія Корвіна (1458—1490). Аркебузиром був кожний четвертий солдат Чорної армії, а в цілому по війську це співвідношення становило 1:5, що було відносно високим для того часу. Незважаючи на то, у Західній Європі до XVI століття тільки близько 10 % солдатів мали вогнепальну зброю. У XV — початку XVI століття з'являються і кінні аркебузири, хоча первісно вони діяли по-драгунському, використовуючи коней лише для пересування. У Східній Європі аркебузи (пищалі) з'явилися на початку XV ст. Московські аркебузири-пищальники становили окрему частину війська і тисячі з них брали участь у війні за Псков у 1510 р. і здобутті Смоленська в 1512 р.
Аркебузи отримали популярність під час битви при Павії у 1525 році, коли 3 тис. солдатів, озброєних аркебузами, здобули перемогу над 8 тис. французьких лицарів, поклавши таким чином край пануванню лицарських армій в Європі. Ранні аркебузи призначалися для стрільби зі сошки, пізніші могли бути використані для стрільби з рук. У ту ж епоху на зміну аркебузі починає приходити мушкет, що має більшу пробивну силу, хоч і важчий. У результаті аркебуза до кінця століття зберігалася як легка, кавалерійська та мисливська зброя, а аркебузири перетворилися на легку піхоту. У XVI столітті також поширилися аркебузи з колісцевими замками та нарізними стволами. Збільшилася довжина ствола, а самі стволи стали виготовляти методом свердління (як і у мушкетів). Ґнотові і колісцеві замки були ненадійними. На середину XVI століття почали входити у вжиток простіші ударно-кремінні пристрої. Іскри в них викрешувалися не при терті коліщатка об кремінь, а при ударі кременя в сталеву пластину-кресало. До початку XVII століття мушкет абсолютно витіснив аркебузу.
В Османській імперії аркебузи використовувалися з першої половини XV століття. В Індію аркебузи потрапили близько 1500 р., у Південно-Східну Азію — близько 1540 р., у Китай — десь між 1523 і 1548 роками.

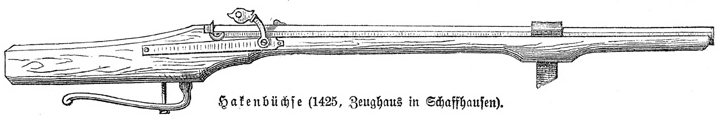
Аркебуза з арсеналу фортеці Шафхаузен (1425)

У Японію аркебуза була завезена португальськими торгівцями в 1543; в провінції Сацума починається масове виробництво цієї зброї (під місцевою назвою «танегасіма»). Під час сьогунату Токугава виробництво і використання вогнепальної зброї, всупереч поширеним міським легендам, тривало, хоча й масштаби його застосування значно зменшилися через зниження інтенсивності збройних конфліктів. У 1575 в битві при Нагасіно Ода Нобунага поставив три лінії озброєних аркебузами асігару за дерев'яний частокіл, що захищав їх від ворожої кінноти. Шикування в три лінії дозволяло стрільцям двох задніх ліній перезаряджати свою зброю, в той час, як перша лінія вела вогонь. Така тактика дозволяла вести безперервну стрільбу, компенсуючи недостатню влучність вогню аркебузи.

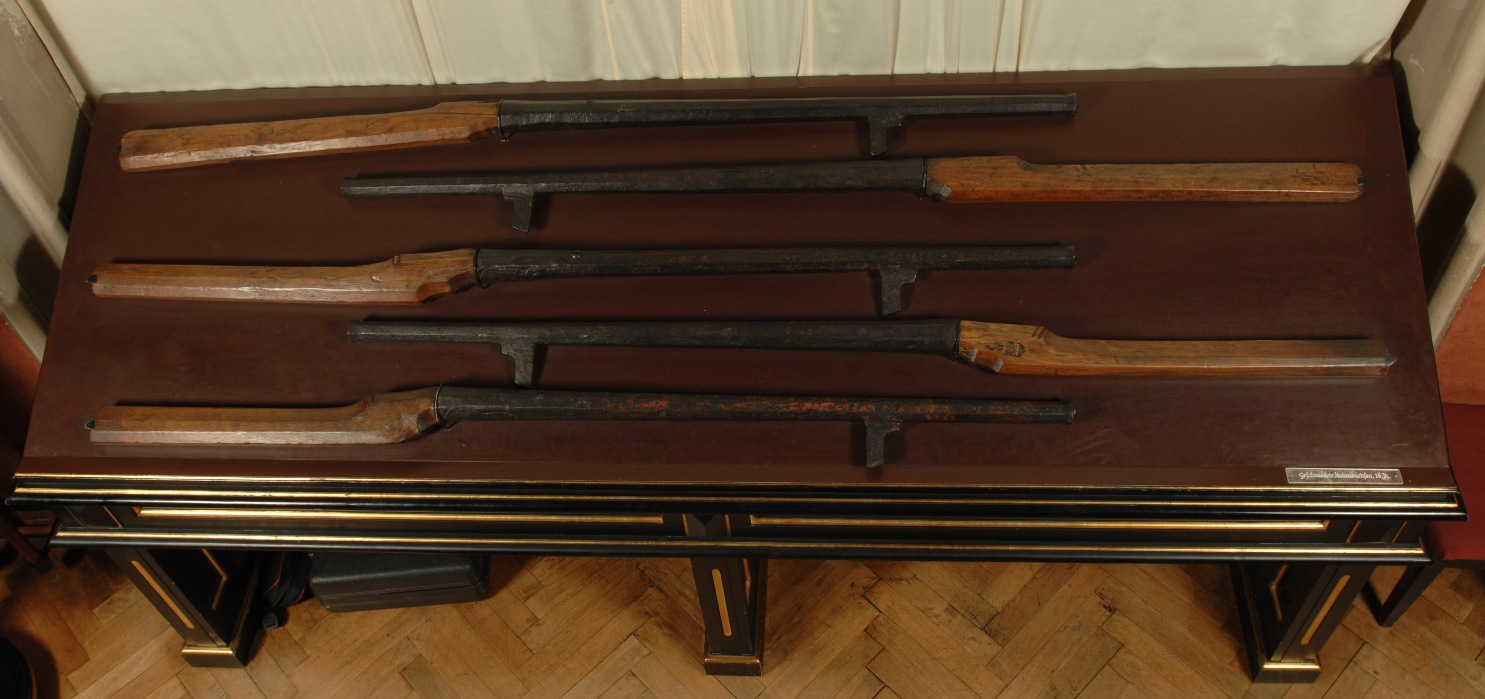
Аркебузи без замка, XVI ст.

Послідовність стрільби
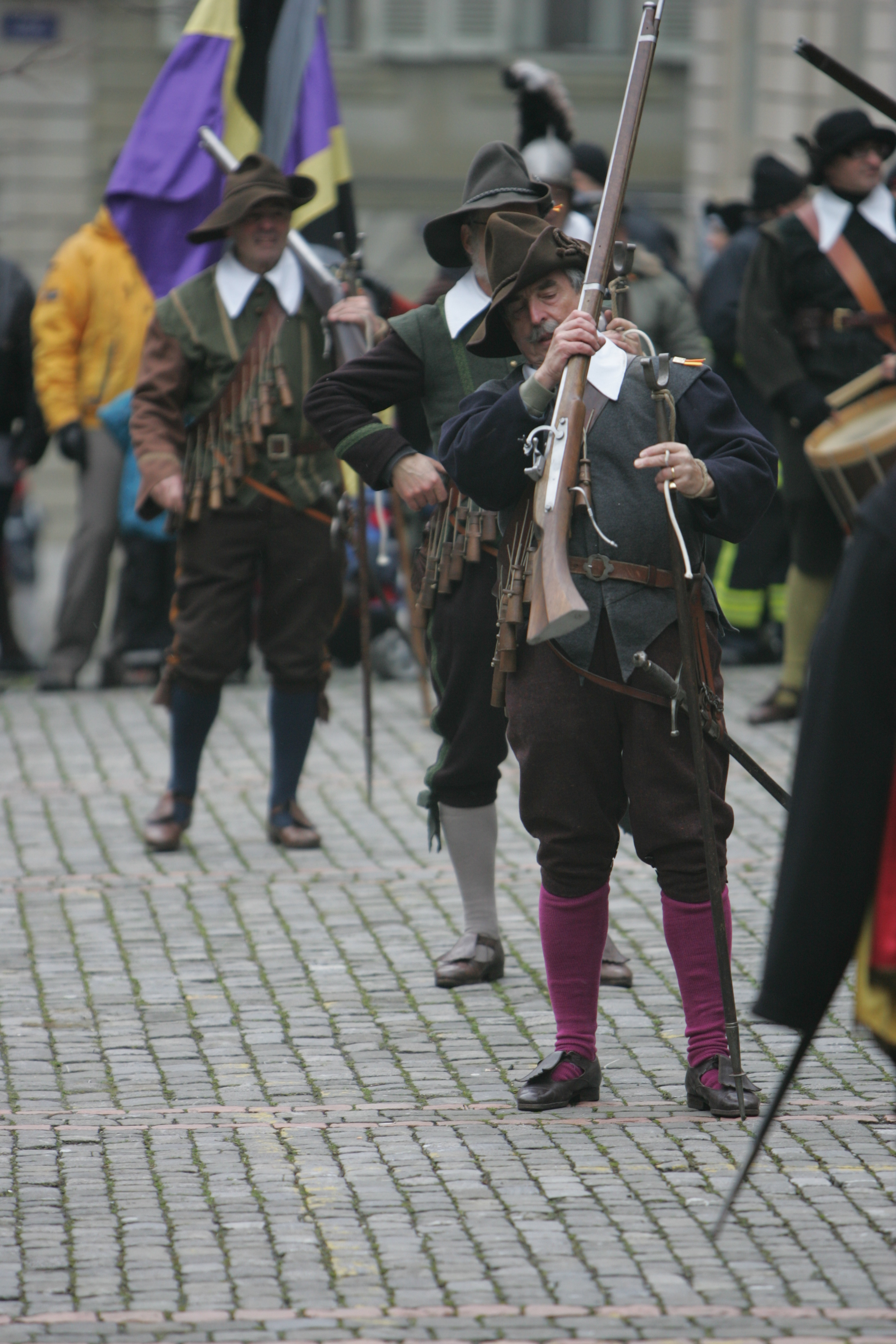
Встановлення на сошку
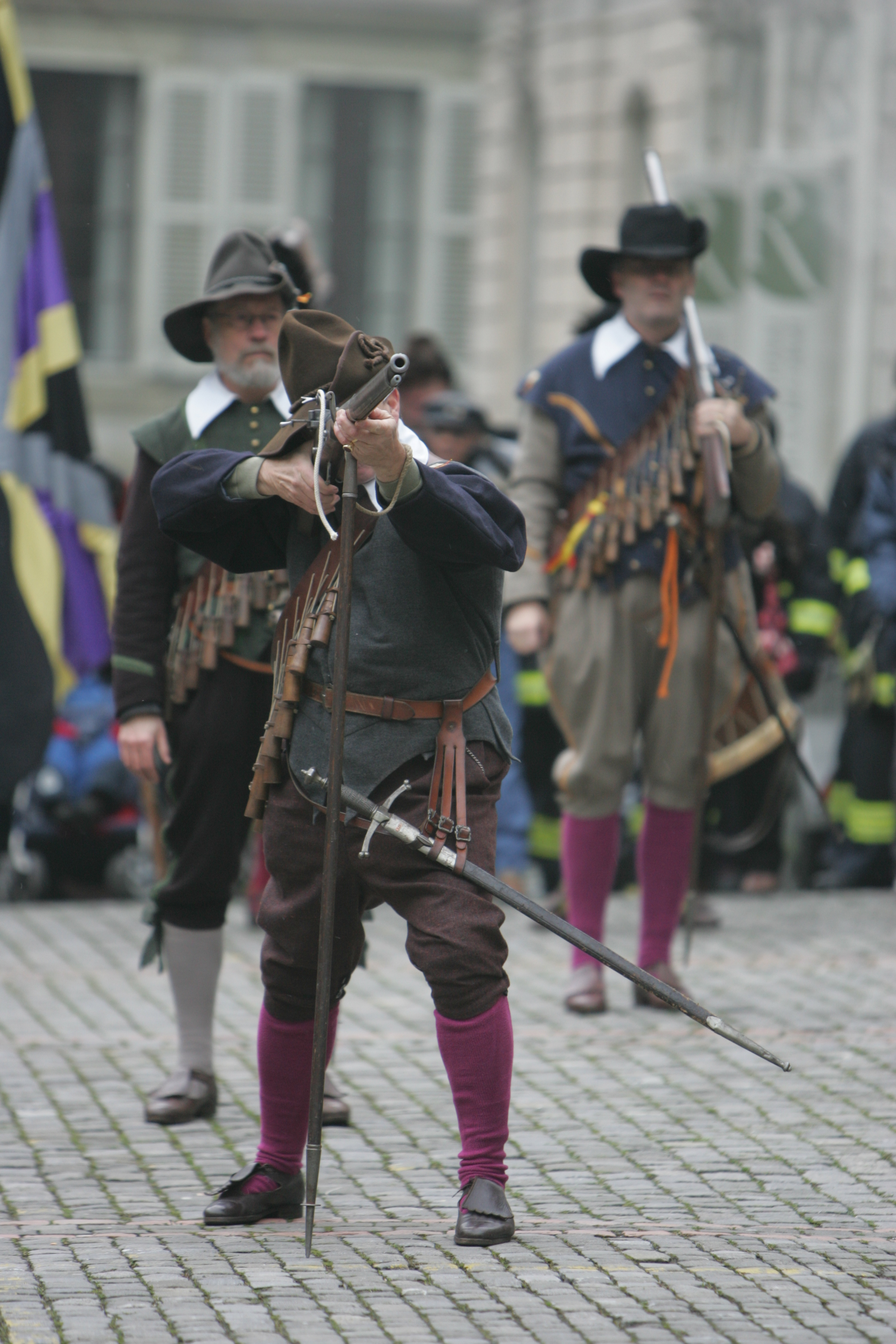
Прицілювання, палець на спусковому гачку
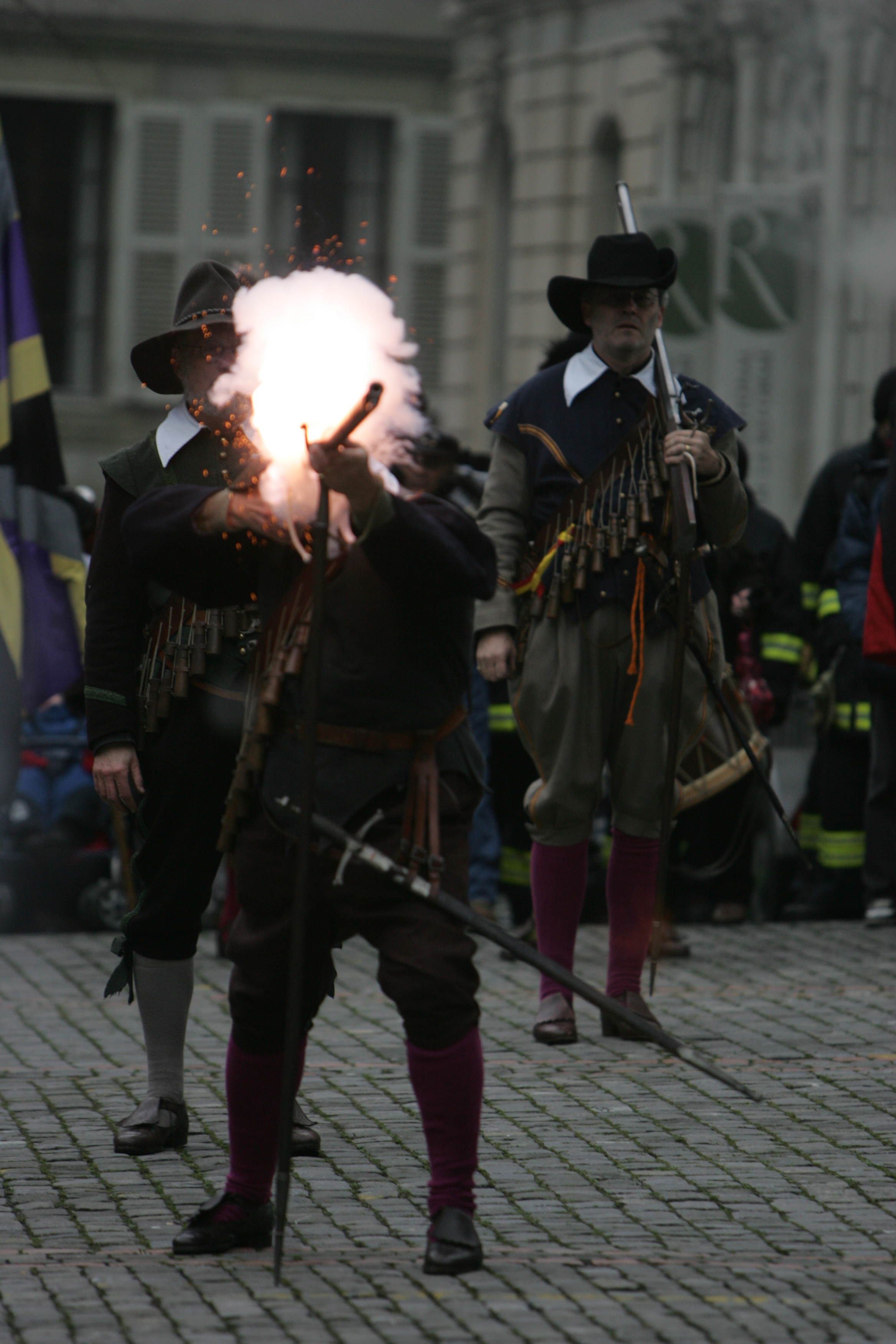
Займання натруски на полиці
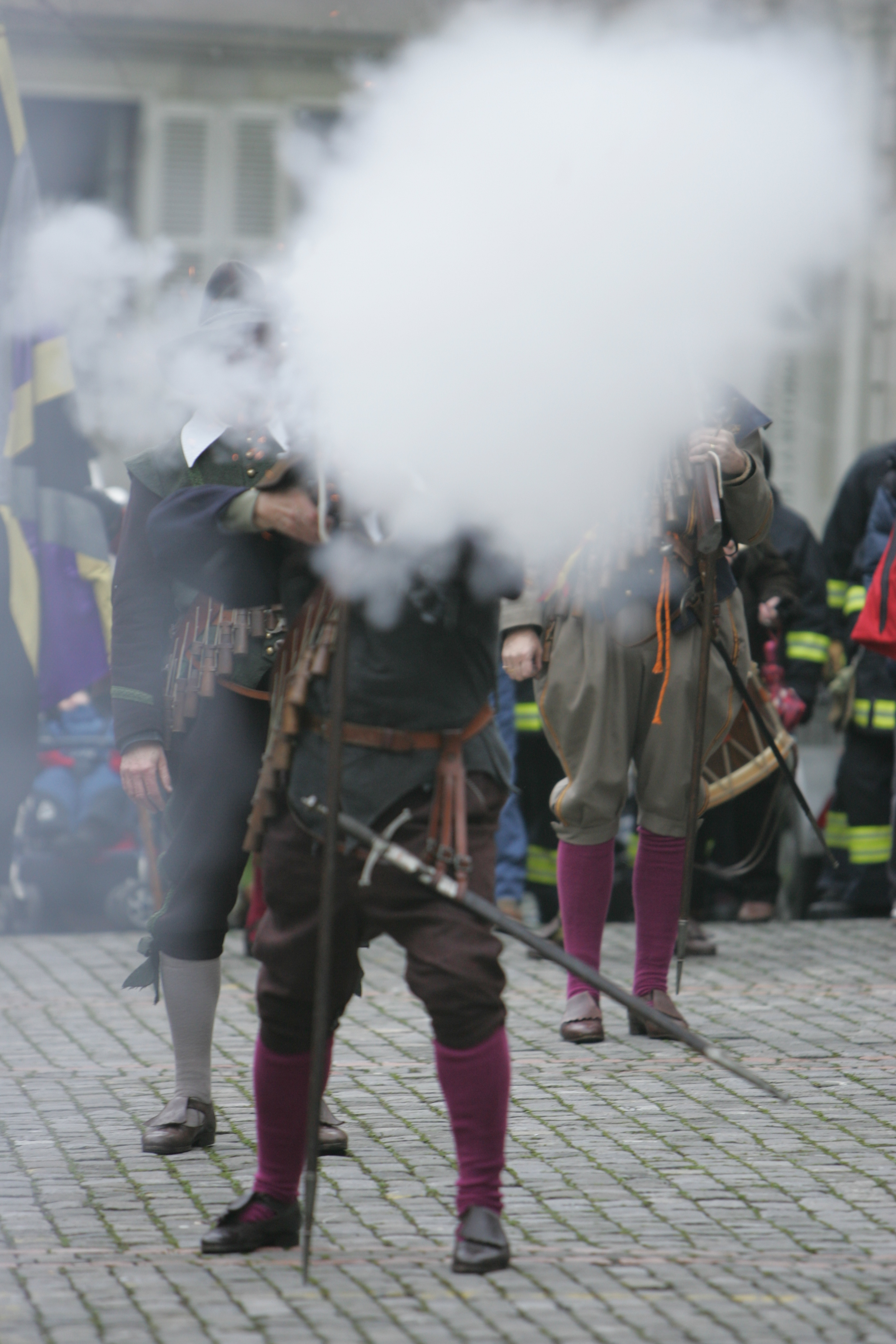
Займання заряду, постріл
- Демонстрація танегасіми на території замка Хімедзі.

## Аркебуза в порівнянні з луком
Англійський військовий письменник XVI століття сер Джон Сміт (Sir John Smythe) вважав, що аркебуза не може зрівнятися в точності стрільби з луком у руках вправного стрільця, але інші автори, такі як Гамфрі Барвік (Humfrey Barwick) і Барнабі Річ (Barnabe Rich), були протилежної думки. Аркебуза при куті піднесення ствола 35° могла послати кулю на відстань 1000 м і більше — набагато дальше, ніж міг вистрілити будь-який лучник. Прийнято вважати, що постріл з аркебузи вражав на відстані до 366 м (400 ярдів), а з важкого іспанського мушкета — до 549 м (600 ярдів). Під час японського вторгнення до Кореї в XVI ст. корейські чиновники заявляли, що їхні війська сильно поступалися японцям, бо аркебузи їх «могли вражати за кілька сотень кроків». У 1590 р. Сміт зазначав, що вогонь аркебузирів і мушкетерів з таких граничних дистанцій рідко виявлявся здатним вразити когось з противника. Замість він запропонував порівнювати дистанції ефективної стрільби, заявляючи, що англійські лучники на зразок учасників Столітньої війни могли бути ефективнішими на відстані 183—219 м (200—240 ярдів), ніж аркебузири й мушкетери. На той час в Англії більше не залишилося достатньо вправних лучників, тому було неможливо належним чином перевірити його теорію.

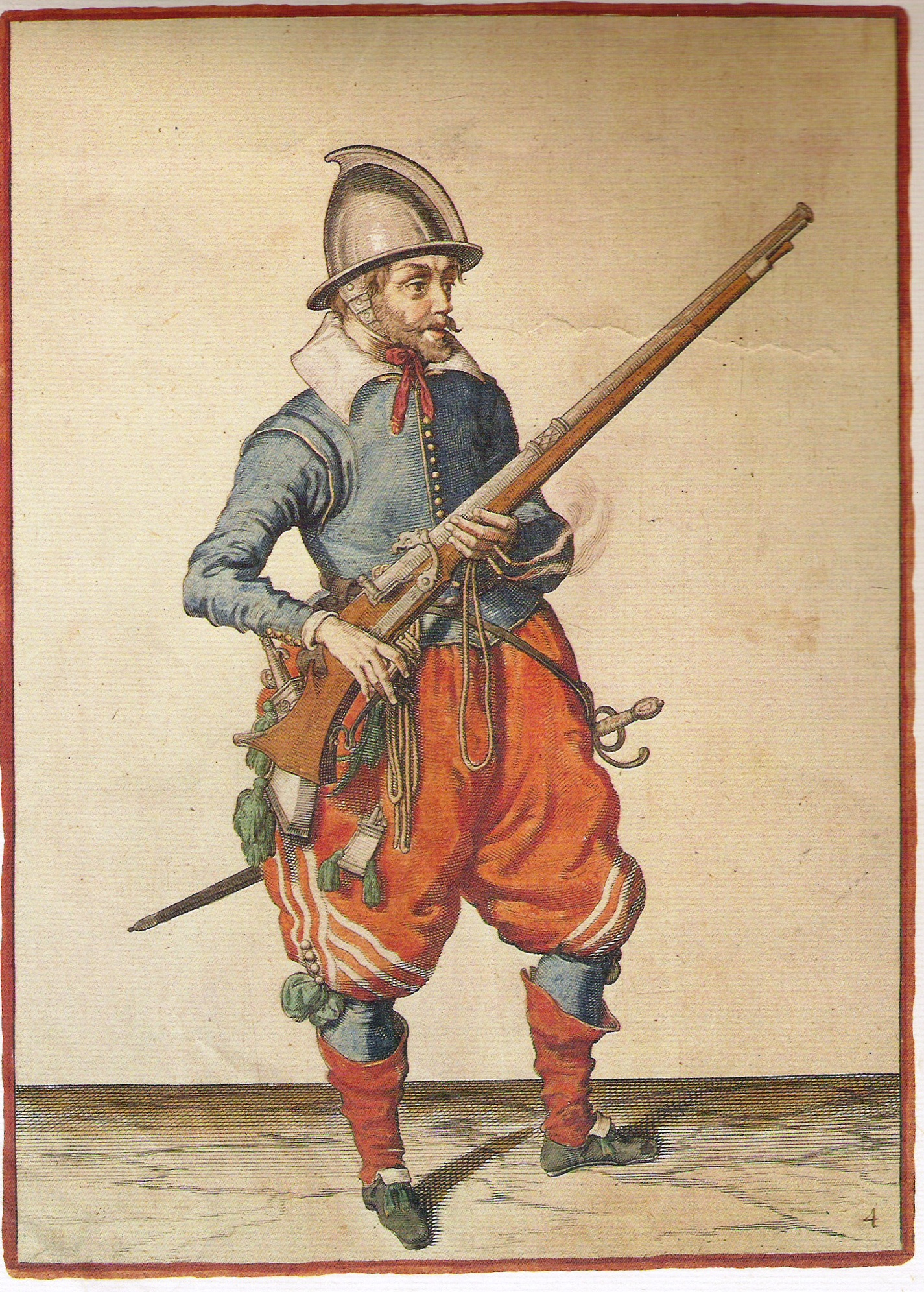
Аркебузир. Розфарбована гравюра Я. Гейна Молодшого з альбому Wapenhandelingen van Roers, Musquetten ende Spiessen, 1608

Можливо найбільш важливою перевагою аркебузи над мускульними знаряддями (такими як луки й арбалети) була її абсолютна потужність. Постріл з типової аркебузи XVI ст. мав кінетичну енергію від 1300 до 1750 Дж, залежно від якості пороху. У той же час стріла, випущена з англійського довгого лука, набувала енергії тільки близько 80 Дж, а стріла з арбалета — 100—200 Дж (залежно від його конструкції). Отже, аркебузи могли легко пробивати обладунки, високоефективні проти стріл, і водночас завдавати набагато тяжкіших ран. Диспропорція збільшилася з появою мушкета, куля з якого набувала енергії 2300-3000 Дж.
Найвправніші лучники досягали набагато вищого темпу стрільби порівняно зі стрільцями, озброєними ґнотовими аркебузами, які потребували для перезаряджання 30–60 секунд. Аркебуза, тим не менш, стріляла швидше, ніж найпотужніші арбалети; навчання стрільби з неї було швидшим порівняно з довгим луком, крім того, вона була потужнішою за них обох. Стрільба з аркебузи не потребувала задіяння фізичної сили стрільця для надання руху снаряду, що знижало рівень вимог до новобранців. Аркебузир, порівняно з лучником і арбалетчиком, менше втрачав у своїй боєздатності від втоми, браку харчування або хвороби. Крім того, стрільба з аркебуз супроводжувалася шумом, який справляв додатковий психологічний ефект на людей і коней. На політ кулі майже не впливав вітер, який істотно знижував точність стрільби з луків. Ведення аркебузного вогню з амбразур (бійниць) було зручнішим, ніж випускання з них стріл. Також іноді стверджують, що аркебузир міг заряджати свою зброю кількома кулями (картеччю) для більшого враження незахищених цілей на коротких дистанціях.
Підготовка вправного аркебузира забирала набагато менше часу, ніж підготовка вправного лучника. Більшість стрільців з лука витрачали все життя на опанування мистецтва влучної стрільби, у той час як аркебузир опановував своє ремесло за кілька місяців. Нижчий рівень вимог до підготовки аркебузира полегшив процес і скоротив час комплектування армії, сприяв збільшенню кількості стрільців. Ідея низькокваліфікованих легкозахищених бійців була рушійною силою в «піхотній революції» XVI—XVII століть і уможливила піхотинцям раннього Нового часу поступово відмовитися від луків.
Проте, аркебуза була чутливішою до дощу і вогкості. У Вільяларській битві загони комунерос зазнали серйозної поразки частково через значне число аркебузирів у їхніх лавах, чия зброя виявилася некорисною внаслідок зливи. Порох втрачав свою якість швидше, ніж стріли і болти, особливо в разі неналежного зберігання. Виробництво пороху було складнішим і небезпечнішим порівняно з виготовленням стріл і болтів, складники його були менш доступні. Використані стріли і болти можна було використовувати повторно, аркебузні ж кулі підходили для повторного використовування менше. Аркебузи більшою мірою вимагали стандартизації і утрудняли поповнення боєприпасів за рахунок трофеїв: калібр кулі в них мав більш-менш збігатися з калібром ствола, тоді як стріли і болти були більш «універсальними».
Крім того, стрільба чорним порохом приводила до появи значної кількості диму, істотно знижуючи видимість після кількох залпів (якщо тільки не дув сильний вітер), хоча, з іншого боку, ця хмара диму могла грати роль своєрідної димової завіси, яка заважала прицільній стрільбі ворожих лучників. Тліючі ґноти створювали демаскувальний ефект, утрудняючи засідки і раптові дії вночі. Постріл з аркебузи не був беззвучним і супроводжувався хмаркою диму, що теж видавало стрільця, у той час як лучник або арбалетчик міг випускати стріли безшумно. Гуркіт пострілів і дзвін у вухах після них заважав стрільцю чути команди начальника, а в перспективі аркебузир міг зазнати серйозного погіршення слуху. Хоча лук і арбалет могли стріляти через перешкоди по навісній траєкторії, точність й ефективність такої стрільби не була настільки високою, як в аркебузи. Сер Джон Сміт покладав вину в зниженні ефективності лучників почасти на воєначальників, що ставили стрільців з вогнепальною зброєю в перших рядах бойових порядків, а лучників — у задніх, звідки вони не могли здійснювати прицільну стрільбу.

## Цікаві факти
У живопису колоніальної Латинської Америки XVII—XVIII століть (зокрема, в Перу) з аркебузами нерідко зображали ангелів (ісп. ángeles arcabuceros). Такі картини були особливо поширені в творчості школи Куско.